# Ferenc Deák
Ferenc Deák (ur. 17 października 1803 w Söjtör, zm. 28 stycznia 1876 w Budapeszcie) – węgierski polityk, honorowy członek Węgierskiej Akademii Nauk. Jeden z głównych reformatorów, współtwórca węgierskiego prawa w latach 1839–1840. Opozycjonista w drugiej połowie XIX wieku.
Jego wizerunek został umieszczony na węgierskiej monecie obiegowej o nominale 200 forintów wyemitowanej w 1994 roku.